# Coppa delle nazioni del Golfo 1974
La Coppa delle Nazioni del Golfo 1974, 3ª edizione del torneo, si è svolta nel Kuwait dal 15 marzo al 28 marzo 1974. È stata vinta dal Kuwait.

## Squadre partecipanti
- Emirati Arabi Uniti
- Oman
- Bahrein
- Kuwait
- Qatar
- Arabia Saudita(ospitante)

## Fase a Gironi

### Gruppo A
|        | Pld | W | D | L | GF | GA | Pts |
| ------ | --- | - | - | - | -- | -- | --- |
| Kuwait | 2   | 2 | 0 | 0 | 6  | 0  | 4   |
| Qatar  | 2   | 1 | 0 | 1 | 4  | 1  | 2   |
| Oman   | 2   | 0 | 0 | 2 | 0  | 9  | 0   |

### Gruppo B
|                     | Pld | W | D | L | GF | GA | Pts |
| ------------------- | --- | - | - | - | -- | -- | --- |
| Arabia Saudita      | 2   | 2 | 0 | 0 | 6  | 1  | 4   |
| Emirati Arabi Uniti | 2   | 1 | 0 | 1 | 4  | 2  | 2   |
| Bahrein             | 2   | 0 | 0 | 2 | 1  | 8  | 0   |

## Fase Finale
|  | Semifinali          | Semifinali          | Semifinali     |                |        | Finale              | Finale              | Finale          |  |
|  |                     |                     |                |                |        |                     |                     |                 |  |
|  | Kuwait              | Kuwait              | 6              |                |        |                     |                     |                 |  |
|  | Kuwait              | Kuwait              | 6              |                |        |                     |                     |                 |  |
|  | Emirati Arabi Uniti | Emirati Arabi Uniti | 0              |                |        |                     |                     |                 |  |
|  | Emirati Arabi Uniti | Emirati Arabi Uniti | 0              |                | Kuwait | Kuwait              | 4                   |                 |  |
|  |                     |                     |                |                | Kuwait | Kuwait              | 4                   |                 |  |
|  |                     |                     | Arabia Saudita | Arabia Saudita | 0      |                     |                     |                 |  |
|  | Arabia Saudita      | Arabia Saudita      | Arabia Saudita | Arabia Saudita | 0      | 3                   |                     |                 |  |
|  | Arabia Saudita      | Arabia Saudita      |                |                |        | 3                   |                     |                 |  |
|  | Qatar               | Qatar               | 1              |                |        | Finale 3º posto     | Finale 3º posto     | Finale 3º posto |  |
|  | Qatar               | Qatar               | 1              |                |        |                     |                     |                 |  |
|  |                     |                     |                |                |        |                     |                     |                 |  |
|  |                     |                     |                |                |        | Emirati Arabi Uniti | Emirati Arabi Uniti | 1(1)            |  |
|  |                     |                     |                |                |        | Emirati Arabi Uniti | Emirati Arabi Uniti | 1(1)            |  |
|  |                     |                     |                |                |        | Qatar               | Qatar               | 1(4)            |  |